# Darklands (film, 1997)
Pour les articles homonymes, voir Darklands (homonymie).
Pour plus de détails, voir Fiche technique et Distribution.
Darklands est un film britannique réalisé par Julian Richards, sorti en 1997.

## Fiche technique
- Titre original : Darklands
- Réalisation : Julian Richards
- Scénario : Julian Richards et David Mitchell
- Production : Paul Brooks (en)
- Société de production : Prolific Films et Metrodome Films
- Musique : David A. Hughes et John Murphy
- Photographie : Zoran Djordjevic
- Décors : Hayden Pearce
- Costume : Sheena Gunn
- Montage : Mark Talbot-Butler
- Pays d'origine : Royaume-Uni
- Langue : Anglais
- Distribution : 
  - Metrodome Distribution (Royaume-Uni)
  - Jinga Films (Monde)
  - 20th Century Fox (France)
- Format : Couleur - Son : Stéréo - Super 16 mm (Tourné puis gonflage en 35 mm)
- Genre : Horreur - Thriller - Drame
- Durée : 90 minutes
- Date de sortie : Royaume-Uni 26 novembre 1997

## Distribution
- Craig Fairbrass : Frazer Truick
- Jon Finch : David Keller
- Rowena King : Rachel Morris
- Roger Nott : Dennis Cox
- Dave Duffy : Carver
- Richard Lynch : Salvy
- Ray Gravell : Bearded Gypsey
- Kim Ryan : Scared Gypsey
- Bob Blythe : McCullen
- Nicola Branson : Becky
- Hubert Rees : Bill Sawyer

## Autour du Film
- Darklands fait référence au film Rosemary's Baby (1968) et à The Wicker Man (1973).